# Tull Ödön könyvillusztrációinak listája
Az alábbi oldal Tull Ödön könyvillusztrációit gyűjti listába.

## Bevezetés
Tull Ödön (1870–1911) a 20. század elejének jelentős festője volt. Emellett azonban – kortársaihoz hasonlóan – több más munkát, így könyvek illusztrálását is alkalmanként elvállalta. Könyvillusztrátori munkássága még nem került részletes feldolgozásra, így az alábbi lista a források hiányossága miatt vélhetően nem teljes.

## A lista
| Szerző                 | Cím | Kiadó                                                                   | Kiadási hely | Kiadási év |
| ---------------------- | --- | ----------------------------------------------------------------------- | ------------ | ---------- |
| Bródy Sándor           | Ráby Mátyás viszontagságai. Jókai Mór Rab Ráby czimű munkájából a serdültebb ifjuság számára átalakítva (Jókai Mór Regényei-sorozat)                                             | Singer és Wolfner Könyvkiadóhivatala                                    | Budapest     | 1890s      |
| Hankó Vilmos           | Székelyföld | Lampel Róbert (Wodianer F. és Fiai) Cs. és Kir. Udv. Könyvkereskedés    | Budapest     | 1896       |
| Faylné Hentaller Mária | Leányévek. Elbeszélések (Legjobb ifjusági könyvek-sorozat) | Lampel Róbert (Wodianer F. és Fiai) Cs. és Kir. Udv. Könyvkereskedés    | Budapest     | 1900 k.    |
| Tóth Sándor            | Szöcske kisasszony. Regény 10-15 éves magyar leányok számára (Legjobb ifjusági könyvek-sorozat)                                                                                  | Lampel Róbert (Wodianer F. és Fiai) Cs. és Kir. Udv. Könyvkereskedés    | Budapest     | 1900 k.    |
| szerk. Radó Antal      | Költők albuma | Lampel Róbert (Wodianer F. és Fiai) Cs. és Kir. könyvkereskedése        | Budapest     | 1900 k.    |
| Pósa Lajos             | Czini-czini. A kicsikéknek muzsikálja: Pósa bácsi | Lampel Róbert (Wodianer F. és Fiai) Cs. és Kir. Udvari Könyvkereskedés  | Budapest     | 1900 k.    |
| Tóth Kálmán            | Tóth Kálmán válogatott költeményei | Lampel Róbert (Wodianer F. és Fiai) Cs. és Kir. Könyvkereskedés Kiadása | Budapest     | 1902       |
| Justh Zsigmond         | A pénz legendája. Gányó Julcsa | Franklin-Társulat Magyar Irod. Intézet és Könyvnyomda                   | Budapest     | 1905       |
| Justh Zsigmond         | Fuimus. Regény | Franklin-Társulat Magyar Irod. Intézet és Könyvnyomda                   | Budapest     | 1906       |
| Sebők Zsigmond         | Dörmögő Dömötör utazásai. Dörmögő Dömötör az automobil-versenyen / Dörmögő Dömötör az országházában / Dörmögő Dömötör képviselőjelölt / Dörmögő Dömötör a dobsinai jégbarlangban | Franklin-Társulat Magyar Irod. Intézet és Könyvnyomda                   | Budapest     | 1910 k.    |
| Pap Zoltán             | Muzsikaszó. Regény dalban | Petőfi-Társaság                                                         | Budapest     | 1910       |
| Eötvös József          | A falu jegyzője I-II. | Franklin-Társulat Magyar Irod. Intézet és Könyvnyomda                   | Budapest     | 1911       |
| Kemény Zsigmond        | Zord idő I-II. Regény három részben (Magyar Regényírók Képes Kiadása-sorozat) | Franklin-Társulat magyar irod. int. és könyvnyomda                      | Budapest     | 1911       |

A fentieken kívül számos kötetet illusztrált a Remekírók Képes Könyvtára című sorozatban is (Lampel Róbert [Wodianer Fülöp és Fiai] Császári és Királyi Könyvkereskedése, Budapest, 1901–1908).